# باز هم این دختر شروع کرد
باز هم این دختر شروع کرد (انگلیسی: There She Goes) یک مجموعهٔ تلویزیونی کمدی-درام بریتانیایی است که در سال ۲۰۱۸ منتشر شد. داستان این سریال بر پایهٔ وقایع و تجربیات حقیقی کارگردان فیلم با دخترش است که از بدو تولد دچار اختلال کروموزومی و عقب‌ماندگی ذهنی است و چالش‌هایی که این خانواده به‌طور روزمره با آن مواجه هستند.

## بازیگران
- مایلی لاک
- دیوید تننت
- جسیکا هاینس
- نایجل پلینر
- فیلیپ جکسون
- گرگور فیشر